# Love Fantastic
Albums de Ai Ōtsuka
Love Letter
(2008) Love Tricky
(2015)
Singles
Love Fantastic est le 6e album de Ai Ōtsuka, sorti sous le label Avex Trax le 16 juillet 2014 au Japon. Il atteint la 22e place du classement de l'Oricon. Il se vend à 4 418 exemplaires la première semaine et reste classé 5 semaines pour un total de 6 157 exemplaires vendus. Il sort en format CD, CD+DVD, CD+blu-ray.

## Liste des titres
| 1.  | Love Fantastic                                         |  |
| 2.  | More More (モアモア)                                   |  |
| 3.  | Lucky★Star                                             |  |
| 4.  | CHUxCHU                                                |  |
| 5.  | Gomen ne. (ごめんね。)                                 |  |
| 6.  | Mawari Mawaru Mawareba Mawaro (マワリ廻るマワレバ回ろ) |  |
| 7.  | Lai Lai (ライライ)                                     |  |
| 8.  | Action 10.5 (アクション10.5)                           |  |
| 9.  | 9                                                      |  |
| 10. | Zokkondition (ゾッ婚ディション)                        |  |
| 11. | I ♥ ×××                                                |  |
| 12. | Re:Name                                                |  |

| 1. | Love Fantastic                  |  |
| 2. | More More (モアモア)            |  |
| 3. | Lucky★Star                      |  |
| 4. | Zokkondition (ゾッ婚ディション) |  |
| 5. | I ♥ ×××                         |  |
| 6. | Re:Name                         |  |
| 7. | Aoi Piano Live Vol.1            |  |